# حرملك (مسلسل)
حرملك مسلسل تلفزيوني سوري تاريخي. أنتج عام 2019. وهو من تأليف سليمان عبدالعزيز وإخراج تامر إسحاق.

## قصة العمل
يتناول وصول المماليك إلى السلطة ما بين عامي 1513 و1516 ابان فترة الحكم العثماني والتحكم بمفاصل المشهد السياسي العام، وإلحاق الهزيمة لأعداء الأمة المفترضين 

### أماكن التصوير
تم التصوير في عدد من البلدان، منها الإمارات، و لبنان، و تركياو الأردن

## انتقادات
اتهم النقاد المسلسل بأنّه استنساخ للدراما التركية وتحديداً المسلسلات التركيّة التي تسلّط الضوء على الأحداث التي حصلت في حقبة الدولة العثمانية كمسلسل حريم السلطان، ورد صناع العمل بإنّ المسلسل يتقاطع مع بعض الأعمال التركية من ناحية ضخامة الإنتاج وفخامة الديكورات وتعدّد النجوم فقط; كما يؤخذ عليه عدم وجود ثمة نهاية للاحدث سواء أكانت نهاية فعلية أو حتي نهاية ملموسة ؛ مما تسبب بخيبة أمل للمشاهدين المتابعين لاحداثه 

## طاقم العمل
- جمال سليمان
- سامر المصري
- سلافة معمار
- عبد الهادي الصباغ
- حسن عويتي
- نادين خوري
- كارمن لبس
- باسم ياخور
- وفاء موصللي
- محمد قنوع
- صفاء سلطان
- هبة نور
- مصطفى سعد الدين
- قيس الشيخ نجيب
- أحمد الأحمد
- خالد الصاوي
- محمد علاء
- نبيل عيسى
- طلال مارديني
- ليليا الأطرش
- سوسن ميخائيل
- ناظلي الرواس
- يزن السيد
- أحمد فهمي
- درة
- طارق الصباغ
- جيني اسبر
- جانيار حسن
- رواد عليو
- علي سكر[5]
- محمد الحلواني[6]

## هوامش
- المسلسل مؤلف من 30 حلقة.

## وصلات خارجية
- صفحة مسلسل الحرملك على موقع السينما.كوم
- الموسيقى التصويرية: Iyad Rimawi
- تصميم ألوان العرض التلفزيوني (Coloring):هاني الهندي
- مونتاج : هشام الترياقي .